# (33252) 1998 HA28
1998 HA28 (asteroide 33252) é um asteroide da cintura principal. Possui uma excentricidade de 0.16736680 e uma inclinação de 3.77905º.
Este asteroide foi descoberto no dia 22 de abril de 1998 por Spacewatch em Kitt Peak.